# Krigsminister
Krigsminister kallas normalt den minister i en regering som har hand om frågor kring landstridskrafterna (armén), medan den minister som har hand om sjöstridskrafterna brukar betitlas sjöminister eller marinminister. Om en och samma minister har hand om alla försvarsfrågor, brukar ministern kallas försvarsminister.
I Sverige fanns en krigsminister 1840-1920 som formellt benämndes statsråd och chef för Lantförsvarsdepartementet.